# 晋冀鲁豫野战军第十二纵队
晋冀鲁豫野战军第十二纵队是解放战争时期中国共产党领导的一个野战纵队。1947年8月5日在山西晋城由豫鄂陕军区部队改编组建。

## 历史
1946年6月26日，中原突围开始，中原军区第二纵队从北路突围，行程近千公里，1946年7月15日中原局接到中央指示：胡宗南有强兵节节堵击，北上很难通过，且牵制大批敌军，在敌后创立根据地应是中原解放军的光荣战略任务。中央军委也电示郑位三、李先念、戴季英、王震：建议考虑是否可能在陕南建立临时根据地，并通报了陕南敌情和陕南游击队的情况：陕西省工委已在商县、洛南、山阳、柞水和河南卢氏之间，搞起数支“武装”，统一归巩德芳指挥，已由陕甘宁边区派去50余名干部帮助其发展，积极活动，准备建立根据地；当地已组成中共商洛工委，负责人为刘庚、巩德芳、秋宏、王力，可找巩德芳接头，一切情况可知。7月17日进抵南化塘时，又遭到了埋伏在此地和玉皇山一带的敌军胡宗南部的阻击。与敌军展开了顽强搏斗，摧垮了敌人的防线，突出重围。7月23日部队到达商南县白鲁础时，见到前来接应的陕南游击队第三大队分队长刘山；中原局在商南县白鲁础召开会议，讨论贯彻中央指示，在陕南建立根据地的问题。会议决定将部队分散为7支，在镇安、郧西、商南、山阳等地开辟地域，发动并依靠群众，创建豫鄂陕革命根据地。7月24日到达山阳县龙山地区桐木沟口，根据中央指示精神，中原局决定：中原局书记郑位三与夫人蒲云、中原局组织部长陈少敏离队养病，由陕南游击队负责掩护；为此，刘占山过桐木沟上南坡，找到游击大队长谭道鹏的亲戚朱达德，朱达德将郑位三和陈大姐等领进自己家所在的查湾小沟隐蔽住了约有十二三天，又转移至桐木沟垴的张世开家。25日抵达今丹凤县毛栗岗李家村时，与陕南游击队中队长张青山所带的30多名游击队员相遇。李先念于7月28日在丹凤县花园岭油房坊会见了陕南工委书记、陕南游击队政委王力。陕南游击队下辖三个大队，两个独立大队，共1000余人。8月2日在留仙坪与巩德芳率领的陕南游击队会师。8月3日，李先念主持中原局会议部署创建豫鄂陕根据地，开展游击战争的问题，初步确定分三个军分区，并委派了各个军分区的负责人。在会上李先念指出：要认真贯彻中央指示，将部队以营团为单位化整为零，分散发动群众，打击民团小部队，建立根据地。8月上旬，陕西省工委书记汪锋奉中央命令，到陕南主持豫鄂陕边区工作。中原局派干部旅旅长张文津、干部旅政治部主任吴祖贻为中原解放军的谈判代表，毛楚雄化名李信生作为张文津的警卫员随行，携带军调部武汉第九执行小组旗帜、符号、文件，由杨泗庙刚参军的青年农民肖善义做向导带路，8月7日从镇安县杨泗庙出发赴西安与胡宗南谈判，行至宁陕县东江口镇，被驻守该镇的胡宗南部整编第61旅181团四连连长李清润扣押。经胡宗南电准团长岑运应，于8月10日四连连长李清润带人在东江口城隍庙旬河旁的河滩里挖了4个坑，当夜秘密将4人推入沙坑中活埋。
8月上旬，李先念与巩德芳派陕南游击队参谋韩彬山去山阳县中村、银花地区，联系当地党组织、游击队与中原突围部队配合建立基层政权。随后，三分区政委方正平率部至中村一带活动。迅速建立了银花、中村等六个乡政权。原国民党中村乡长席学孔率部投诚，随即被任命为山阳县副县长，他积极为部队筹粮，解决了部队吃粮困难。郧商县委动员妇女组织起来，为部队缝棉衣，做军鞋，还办了一个被服厂，一个月时间赶制了近千套棉衣。商山县筹集了80多万斤粮食。方正平将此情况报告中央。毛泽东亲自批示：“速将银花经验通知一切部队照办，愈快愈好，迅速建立根据地。”
由于李先念病情日益恶化，中央决定由陕西省委书记汪锋接替李先念的工作，李先念回延安治病。1946年9月22日，在封地沟召开团以上干部和机关干部出席的豫鄂陕边区党委扩大会议，正式宣布成立豫鄂陕边区党委、豫鄂陕军区和豫鄂陕行政公署。司令员文建武，政治委员汪锋，副司令员兼参谋长陈先瑞（后闵学胜任参谋长），副政治委员方正平，政治部主任张树才。军区机关驻今丹凤县大峪乡封地沟，后迁蔡川乡上庄坪。辖：
- 第1军分区：8月3日，中原局决定将安康、柞水、蓝田、临潼以西地区为一分区，由王震所率三五九旅在此创建根据地。三五九旅在袭占镇安县城后率部西进，于8月7日分两路由镇安县挺进宁陕县。8月11日从石泉县两河口渡过汶水河，进入洋县境内。副旅长徐国贤率部取道宁陕县北部，于8月11日在林口子（今属四亩地镇北部秦岭山巅）进入周至县境内。后经中央批准，三五九旅于9月17日回到延安。8月8日中原局在在镇安县七里峡（今米粮镇驻地）以13旅38团重新成立第一军分区，辖手枪队和8个支队。司令员吴世安，政治委员张树才/萧元礼，副司令员曾广泰兼参谋长/秋宏，副政治委员萧元礼兼政治部主任/胡明达。首先成立镇（安）郧（西）旬（阳）工作委员会、镇郧旬支队和镇旬游击大队，在安康、旬阳等地开辟根据地。1947年2月，第一军分区撤销。
- 第2军分区： 1946年8月3日在今丹凤县留仙坪成立，辖商县支队、蓝洛支队、商洛支队、商南支队、古城支队。司令员巩德芳，政治委员刘庚（西北局派来的民运科长），副司令员夏世厚、薛兴军，副政治委员秋宏，参谋长赖春风，政治部主任夏农苔。中原局机关在以留仙坪、封地沟和北宽坪为中心的第二军分区活动。1947年2月，第二军分区撤销。
- 第3军分区： 1946年8月3日，在山阳县中村吴家坟成立，辖第四十五团、商山支队、郧商支队、郧山支队、山阳支队。司令员周光策，政治委员方正平/王力，副司令员齐勇兼参谋长，副政治委员王力/丁先国，政治部主任许道琦。1947年2月，第三军分区撤销。
- 第4军分区：黄霖奉命率领新四军五师河南军区主力2000人，会合闵学胜带领的中原突围南路部队第一纵队第3旅第8团、第2旅第6团、警卫团一部和第15旅一部渡襄河受阻转道北上8月6日到达鄂豫陕根据地的2 500余人，在西荆公路以东的豫西一带开展游击战争，在丹凤县庾家河创建豫鄂陕军区第四军分区。辖第六、第七、第八团和洛北支队。黄霖为第四地委书记兼第四军分区政委，闵学胜为军分区司令员。四分区地处伏牛山、崤山、熊耳山的结合部，包括卢氏、灵宝、栾川、洛宁、嵩县等。胡宗南在豫西成立了“十二县联防剿共指挥部”，以邓县、内乡、卢氏、嵩县等保安团向四分区包围。至1946年11月将豫西十三县联防剿共指挥部各保安团全部击溃，解放了大半个卢氏县，打开了四分区的局面。1946年12月15日，中央军委转发四分区战斗总结通报，肯定四分区在开辟鄂豫陕根据地的过程中集中优势兵为各个歼灭敌人的作战经验。1946年12月闵学胜调到鄂豫陕军区任参谋长，黄霖兼任鄂豫陕军区第四军分区司令员。四分区部队搞来棉衣什么颜色都有。黄霖说：“甭管什么颜色，穿在身上冻不着就行，有棉衣、有被子、有菜金，这已经比其它分区不知好多少倍了。”韩东山后接任政委，副司令员兼参谋长张水泉，副政治委员许子威/张忠，政治部主任吴钊统。1947年2月，第四军分区撤销。
- 第5军分区：中原局指示突围到鄂西北的第一纵队第15旅旅长王海山率领第43、第44团入陕归建，9月18日至19日，从房县出发，经白河县冷水渡过汉江，进入豫鄂陕边区。按照9月19日毛泽东起草的中央军委关于在柞水、镇安、佛坪、宁陕四县之间建立根据地的指示，豫鄂陕区委决定以宁陕县东江口为中心建立第五分区，辖区为西安-柞水-镇安-旬阳以西。 9月底在柞水县在镇安县七里峡组成第5军分区。1946年10月上旬，王海山率部经山阳、镇安仁河口、安康县马坪、汉阴县铁炉坝（今属宁陕县），10月15日深夜，43团三营奉孙光团长命令，包围了洵江乡公所，16日拂晓发起攻击，全歼乡公所和一个保安中队，俘敌20余人，摧毁碉堡10余座，缴获步枪17支，子弹2900余发，手榴弹10枚，电话机1部及稻谷9500多公斤。10月17日，十五旅主力到达江口，在东江口小学操场召开群众大会。第五地委在此宣布成立中共东江口中心县委、东江口中心县政府。十五旅供给部政委李震远任县委书记，陈任远、刘昌煦、王心田、姚春亭为委员；五分区办事处主任陈任远兼任县长，以十五旅四十四团1个连为基础，组建县游击大队，四十四团参谋长刘昌煦任游击大队队长。[3]遭国军大规模的进攻，县委、县政府无法立足，10月22日撤离东江口。第五军分区辖第十五旅、第三支队、第六支队、第九支队、长柞游击队、东江口中心游击大队和机关支队。司令员王海山，政治委员汤成功，副司令员孙光，参谋长寇惠民，政治部主任李庆柳。1947年2月，第五军分区撤销。
- 第一野战纵队：1946年12月，豫鄂陕军区以第二、第三、第四军分区主力5000余人为基础，组建豫鄂陕军区第一野战纵队，下辖第五、第六、第七、第八、第九、第十支队。司令员黄霖，政治委员方正平，副司令员兼参谋长夏世厚，政治部主任翁可业。1947年1月14日，野战纵队在卢氏县五里川召开誓师大会。会后，黄霖率5000余人的第一野战纵队跳出包围圈东进。1月18日晚，占领栾川镇。19日，击溃庙子镇敌两个保安大队。20日，攻克南山核桃凹寨。22日，野战纵队在栾川一带度过了1947年春节。2月14日，豫鄂陕军区根据中央的指示，决定第一野战纵队北渡黄河。黄霖率野战纵队经兰草、白土、义马到达黄河南岸狂澜渡。在太岳军区独立第12旅进抵陇海铁路的接应掩护下，第一野战纵队及边区直属机关3500余人，于2月20日由新安县刘皇岭地区北渡黄河。1947年3月，第一野战纵队到山西晋城后撤销。
- 豫鄂陕军区陕南指挥部：1947年2月5日，豫鄂陕边区委决定成立该指挥部。司令员巩德芳，政治委员刘庚。豫鄂陕军区机关随主力部队北渡黄河后，指挥部统一指挥豫鄂陕边区的军事斗争。

1946年11月初，太岳军区奉命组织了一支二三百人的队伍南渡黄河，寻找刚刚组建的豫鄂陕军区部队，为豫鄂陕军区领导送去了密电码，从而沟通了两个军区的联系。
1947年2月5日，豫鄂陕区党委和军区在河南鲁山县瓦屋街召开会议，提出主力撤至黄河以北休整，待机南返，并将上述意见致电毛泽东、郑位三、李先念。经中共中央批准，2月7日李先念以中原局的名义电示豫鄂陕区党委和军区，对北渡事宜作了详细的指示，并要求做好两种准备：“一是准备北渡......二是准备北渡不成，在河南、陕西坚持游击。”李先念还一面请求中央军委予以支持，一面主动联络太岳军区，请他们调集船只并派出部队接应。得到中央批准北渡黄河的指示后，豫鄂陕区党委和军区对北渡和坚持根据地斗争的工作进行了周密的部署，决定主力部队分两批北渡黄河，同时成立中共陕南工委和陕南指挥部，统一指挥豫鄂陕区的游击斗争。
接到掩护接应中原突围部队北渡黄河的指示后，1947年2月13日，太岳军区副司令员孙定国率军区独立第十二旅和太岳四分区独立二团进驻邵原地区，在王屋县委、县政府的配合下，侦察敌情、筹备物资、修造渡船、组织船工，用十来天时间就做好了一切准备。2月19日晚，十二旅与独立二团分两路发起突然袭击，一举歼灭黄河南岸敌河防守备部队后，留少量部队控制沿黄渡口，主力急行军进抵陇海铁路沿线。2月20日上午，在新安县刘皇岭与豫鄂陕军区司令员文建武、豫鄂陕区党委书记兼豫鄂陕军区政委汪锋所率的第一批突围部队约5000余人会合。当晚，掩护“文、汪”部由垣曲、济源之间顺利北渡。原中原军区第二纵队司令部机要科长江涛在整理当年的日记中写到：“2月中旬转战洛宁、伊川一带准备相机渡河。待太岳军区部队过河接应工作准备好后，决定2月20日第一批北渡黄河。我们19日夜急行军，从洛阳西铁门跑步越过陇海铁路，中午到达河边。小木船摆渡，过河速度很慢，掩护部队一直催促快过。”在王屋县稍加补充休息，于3月6日进入晋城休整。3月上旬，第二批渡河部队与太岳军区取得联系。1947年3月11日，毛泽东急电：“刘伯承、邓小平和陈赓、谢富治等，陈、韩所率突围部队3000余人，有被敌歼之危险，务必派部队援救。”此时黄河对岸的敌人遭我接应部队第一次偷袭后，已加强了河防守备。3月12日夜晚，对岸东沃守敌在村内看戏未归，太岳四分区独立二团迅速渡河攻下石井镇，直插硫磺岭一带制高点，很快控制了渑池、新安县北部方圆30多里的地区。豫鄂陕军区副司令员兼参谋长陈先瑞、河南军区司令员韩东山带领的第二批突围北渡部队按原计划接近黄河时，有一股敌人假冒太岳接应部队，突然发动袭击。“陈、韩”部情况不熟、地理不熟，立即重返伏牛山区。而独立二团却被敌当成了突围部队，集中四个保安团和一个正规团向硫磺岭和横山扑来。独立团依靠有利地形，以一个团的兵力打退敌五个团的五次进攻，后感觉接应无望，经请示上级后趁天黑时分撤回。3月19日，“陈、韩”部趁敌麻痹，再次从嵩山出发，日夜兼程重返黄河渡口，终于与我接应部队接上头，顺利渡过黄河。原中原军区第二纵队第十三旅三十七团三营的赵新孝回忆说：部队“于三月上旬向东转战伏牛山区，17日冒着敌人重兵堵截和飞机的轰炸扫射，在铁门镇附近杀过陇海铁路，经两天急行军，甩开敌追击部队，于19日在曲沃镇冒着敌机轰炸，强行北渡黄河，进入太岳解放区，与先期北渡的豫鄂陕军区主力部队胜利会合”。
至此，鄂豫陕军区部队分两批在豫西渡黄河进入晋冀鲁豫解放区，在阳城作短暂休整。太岳军区副司令员孙定国代表太岳部队在欢迎大会上讲话。当年只有15岁的原中原军区警卫团五连宣传员阮靖华在回忆文章中写道：“我们启程向阳城进发，走在解放区的土地上，我们个个精神焕发，沿途军民男女老少，像欢迎亲人和英雄一样夹道欢迎我们。乡亲们不断地向我们怀里塞鸡蛋、红枣和核桃等，不停地对我们每个人从头到脚打量着。看到我们个个蓬头垢面，眼窝凹陷，穿着各色各式破烂衣服的样子，不停地发出‘啧啧’的赞叹声……到达阳城的当晚，全城几处澡堂专门为我们开放，大家通通快快地洗了个热水澡”。在阳城作短暂休息后，部队即进入晋城整休。接到中原突围部队来晋城整休的通知后，中共晋城县委、县政府十分重视，立即组织人员安排部队驻地及军需粮草等工作。突围部队来到晋城后，分别驻扎在县城的西关、西街、西巷、驿后、后河、晓庄，以及县城周边的黄头、刘家川、东武匠、西武匠、司徒、七岭店、北石店、南石店等村庄，军区司令部等首脑机关设在北石店镇南石店村。为减轻晋城人民的负担，突围部队积极开展了生产自救。1947年初春，部队在南石店村五楼阁前召开生产自救动员大会，军区领导号召突围部队发扬“南泥湾”精神，开荒种地，自办工商，自己解决部分钱粮给养。会后，军区领导亲自带领战士去磨石坡、五谷山、武庄岭、大岭头开荒种地。与此同时，部队还自筹资金，在县城内办起了德泰油坊、裕华商店、皮革厂、副食加工厂，以减轻群众负担。部队刚到晋城，就拿出800元现大洋帮助南石店村群众建起了两座炼铁高炉，又用炼铁赚得钱买了几头骡子跑运输，解决了群众的一部分生活困难。
1947年3月17日，李先念、陈少敏等率领中原局机关四百余人离开延安蓝家坪 ，经山西离石、河北邢台向晋城进发。途中，1947年5月16日，中央复电同意以邓小平、刘伯承、李先念、张际春、郑位三、李雪峰、刘子久、陈少敏为中原局常委，书记邓小平、郑位三、李先念、李雪峰为第一、第二、第三副书记。标志着以郑位三为书记的前中央局的结束。同时任命李先念为晋冀鲁豫野战军副司令员。5月23日，李先念、陈少敏、戴季英、刘子久率前中原局机关人员由武安、涉县、长治、高平抵达晋城。此前，任质斌、郑位三已于5月上旬相继到达晋城。中原局决定在晋城召开一次团以上干部会议（“晋城高干会议”），总结经验教训，统一部队思想。5月29日，“高干会议”在晋城南石店村正式召开。会议的主要内容是：总结中原突围和开展敌后游击战争的经验教训，学习中共中央和毛泽东关于迎接中国革命新高潮的指示，介绍全国各个战场胜利地斗争形势，以及太行、太岳地区土改运动等情况。郑位三、李先念、陈少敏、任质斌等均在会上讲话。中原局部分领导人对中原突围既坚持敌后游击斗争的巨大战略意义认识不足，过分强调丧失根据地和部队减员一面，甚至别有用心，煽风点火，把矛头指向李先念，批评所谓“单纯军事观点”、“路线问题”，助长了部分干部本已存在的相互埋怨、相互指责的情绪。转战陕北的毛泽东来电：“会不要再开了，部队整顿一下，准备新的战斗”。8月1日这次长达两个月的会议草草结束，未能起到鼓舞士气、增强团结的积极作用，反而起了一些削弱团结、涣散人心的消极作用。
1947年7月25日，郑位三、李先念致电“刘邓并徐滕薄王、中央”，报告豫鄂陕军区主力改编为晋冀鲁豫野战军第12纵队。标志着豫鄂陕军区历时1整年结束。1947年8月1日,根据中共中央军委的指示,晋冀鲁豫野战军组建第8、第11、第12纵队。8月3日豫鄂陕军区主力7000余人正式组建晋冀鲁豫野战军第12纵队，司令员赵基梅，政治委员文建武(未到职)/刘建勋，副司令员兼参谋长韩东山，副政治委员郑绍文，政治部主任张树才。
- 第34旅：第二纵队第13旅及第15旅第45团一部改编。旅长吴世安，政委杨焕民。原13旅的37、38、39团依次改编为100、101、102团。38团团长曾广泰、39团团长汪昌桂 100团参谋长马凯（1947年11月27日光山泼陂河阻敌牺牲）
- 第35旅：由原豫鄂陕军区第四、五分区部队组成。第3旅第7团、第15旅第45团、第1纵队第3旅第8团合编。旅长闵学胜/李学先，政委汤成功，副旅长李学先。 105团团长吴琨（1947年11月27日光山泼陂河阻敌牺牲）。原第四分区之七团、第五分区三支队和六支队（原中原军区十五旅四十三团、四十四团）、第四分区之八团依次改编为103、104、105团。
- 警卫团
- 教导大队：陕南籍500余人

1947年8月4日上午，部队召开“追悼死难烈士和部队挺进中原”誓师大会，由晋冀鲁豫野战军副司令员李先念致悼词，郑位三作动员报告，舞台中央悬挂着“打回中原去，为死难烈士报仇"的横幅。东西两厢的墙壁上，挂着洁净的白布，上面写着死难烈士的英名，会场前面摆放着李先念、郑位三等首长及晋冀鲁豫边区、军区、太行区、太岳区和晋城县各界送来的花圈和挽联。8月5日，第12纵队离开晋城，绕道陵川向河南进发。进入河南黄县时，中央军委电示十二纵暂归陈（毅）粟（裕）指挥，相机南进。8月底，由河南清丰地区抵达山东西部边境的观城、朝城地区，与经长治、邯郸，走冀南绕道而来的部分后续部队会合。9月22日，华东野战军在山东曹县以南的土山寨进行围歼国军整编第十一师的战斗，十二纵奉命阻击整编第十师的增援，完成了阻击任务，取得了反攻中原以来的第一个胜仗。9月25日，华东野战军命令十二纵攻克通许县城。由第三十五旅担任主攻。9月28日子夜突击登城，但因城高墙陡，几次攻城未果。攻城部队随即改变方案，由战壕挖地道到城基，采用爆破攻城。29日拂晓，103团战士们挖通地道，800斤黑色炸药炸塌东门半边城墙，该团迅速冲进城内展开巷战。105团在迫击炮和轻重机枪的掩护下，攀登云梯，攻上城头。104团也趁势攻入城内。上午十时许，战斗结束，共毙伤俘河南省保安二团、通许县保安大队、区中队等武装两千余人，缴获大量枪支弹药及军用物质。十二纵继续南下，在河南光山县文殊寺与刘邓主力会师，回归晋冀鲁豫野战军序列。11月下旬，十二纵奉命在信（阳）潢（川）公路再次阻击整编第十师，掩护王宏坤第十纵队顺利进入大别山。12月初，刘伯承、邓小平在李先念的陪同下，看望了这支经过中原突围及转战重返中原的部队，并向营以上干部讲话，向十二纵下达了进军汉江，建立根据地，在外线实行战略展开的任务。1947年12月6日，第十二纵队在黄安县华家河，与在坚持敌后游击斗争的中原独立旅会师，奉命组成新的汉江军区，共一万一千余人，赵基梅任司令员，刘建勋任政治委员，张才千任副政治委员，韩东山任副司令员兼参谋长，张树才任政治部主任。同时成立了新的中共汉江区党委和行署。当时汉江地区无国民党正规军，仅有一个保安旅、四个保安总队及各县自卫队，江汉军区部队趁机展开攻势，大量歼灭敌地方武装，摧毁伪政权，并发动群众。仅三个月，军区部队接连攻克8座县城，下辖的三个军分区共建立了15个县政权。至1949年5月湖北军区成立时为止，汉江军区部队奋战一年零五个月，先后作战近五百次，计歼国军四万六千余人，创建了面积达五万余平方公里、人口约八百万的根据地，部队发展到四万三千余人。